# Elizabeth Langdon Williams

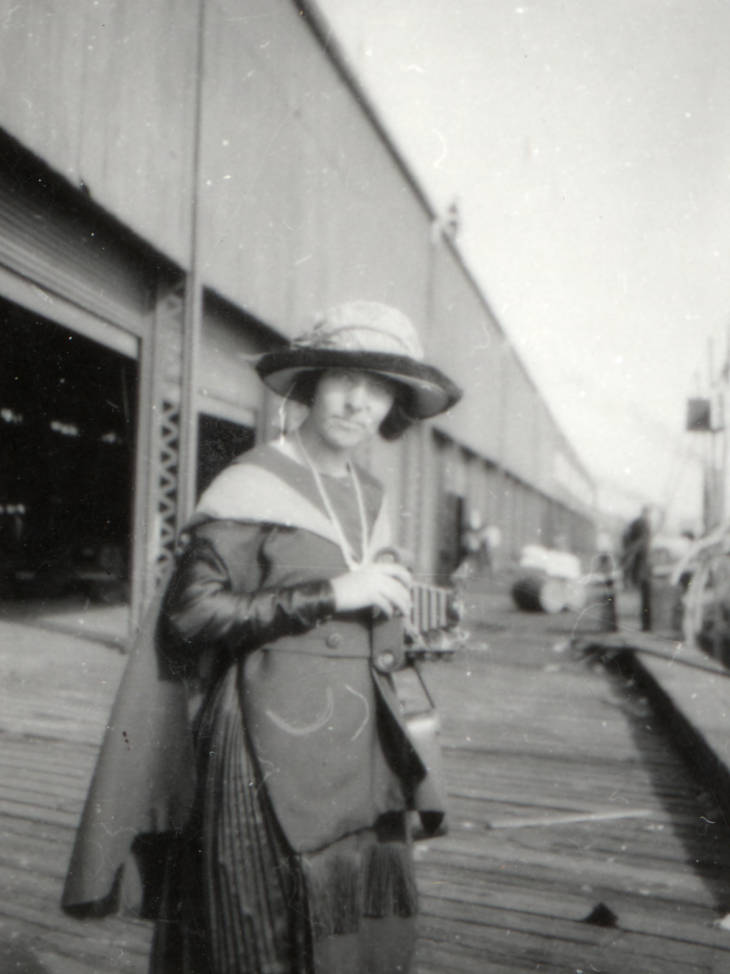
Elizabeth Langdon Williams

 Elizabeth Langdon Williams  (* 8. Februar 1879 in Putnam, Connecticut; † 1981 in  Enfield, New Hampshire) war eine US-amerikanische Mathematikerin, Physikerin und Astronomin. Sie absolvierte 1903 als eine der ersten Absolventinnen das MIT in Physik. Ihre mathematischen Berechnungen führten zu Vorhersagen über den Standort des 1930 entdeckten Planeten Pluto.

## Leben und Werk
Langdon Williams absolvierte 1903 das Massachusetts Institute of Technology (MIT) in Physik und war eine der ersten Absolventinnen.  1905 stellte sie in Boston der  Astronom Percival Lowell für die mathematischen Berechnungen ein, die erforderlich waren, um den Standort eines  Planeten vorherzusagen, der laut Lowell die Umlaufbahn der bekannten Planeten Neptun und Uranus beeinflusste. Ihre Berechnungen führten zu Vorhersagen über den Standort des unbekannten Planeten, da aber Lowell 1916 verstarb, wurde das Projekt gestoppt. Der Astronom Clyde Tombaugh wurde später mit der Projektleitung beauftragt und entdeckte 1930 den Planeten Pluto. 1919 zog sie von Lowells Büro in Boston zum Observatorium in Flagstaff, Arizona, wo sie weiterhin mathematische Berechnungen durchführte. 1922 heiratete sie Williams George Hall Hamilton, der ebenfalls am Lowell-Observatorium gearbeitet hatte. Lowells Witwe hielt es jedoch für unangemessen, dass sie nach ihrer Heirat weiter im Observatorium arbeitete und beendete das Arbeitsverhältnis. Beide arbeiteten daraufhin an der Station des Harvard-College-Observatorium in Mandeville, Jamaika. 1935 verstarb ihr Ehemann und sie zog zu ihrer Schwester nach New Hampshire.